# She’s Not You
«She’s Not You» (с англ. — «Она не ты») — песня, которую Элвис Пресли записал и выпустил как сингл в 1962 году.
Песня в исполнении Пресли достигла 5 места в Billboard Hot 100 (суммарный чарт синглов в разных жанрах поп-музыки, главный хит-парад журнала «Билборд»), а также 13 места в чарте синглов в жанре ритм-н-блюза (теперь называется Hot R&B/Hip-Hop Songs] и 2 места в чарте Easy Listening (теперь Hot Adult Contemporary Tracks) того же журнала «Билборд».
В Великобритании сингл поднялся на 1 место (в национальном хит-параде UK Singles Chart) и находился на 1 месте три недели.

## Чарты
| Чарт(1962)                            | Высшая позиция |
| ------------------------------------- | -------------- |
| Бельгия/Фландрия (Ultratop 50)        | 3              |
| Бельгия/Валлония (Ultratop 50)        | 30             |
| Ирландия (IRMA)                       | 1              |
| Нидерланды (Single Top 100)           | 4              |
| New Zealand (Lever Hit Parade)        | 1              |
| Норвегия (VG-lista)                   | 1              |
| Швейцария (Schweizer Hitparade)       | 100            |
| Великобритания (OCC UK Singles)       | 1              |
| США (Billboard Hot 100)               | 5              |
| США (Billboard Adult Contemporary)    | 2              |
| США (Billboard Hot R&B/Hip-Hop Songs) | 13             |
| ФРГ (GfK)                             | 15             |